# Seznam ameriških aranžerjev
Seznam ameriških aranžerjev.

## B
- Bob Brookmeyer

## C
- Don Costa

## J
- Gordon Jenkins

## L
- Norman Luboff

## M
- Peter Matz
- Bobby McFerrin

## S
- Lalo Schifrin (1932–2025)
- John Serry starejši
- Axel Stordahl